# Русалка (фильм, 2007)
«Русалка» — российская мелодрама Анны Меликян, история о девушке Алисе, обладающей уникальными способностями. Премьера состоялась 6 декабря 2007 года. Российский претендент на премию «Оскар» за 2008 год.

## Сюжет
6-летняя девочка Алиса Титова (Анастасия Донцова) живёт с мамой (Мария Сокова) и бабушкой (Альбина Евтушевская) у моря и ждёт, когда вернётся папа. Девочка поёт в хоре, хотя мечтает стать балериной. Когда Алиса застаёт мать с матросом, который снимает комнату, она кричит: «Предательница, чтоб ты сдохла!» и поджигает дом. А после солнечного затмения Алиса перестаёт разговаривать. Её отдают в школу для умственно отсталых детей, где Алиса обнаруживает у себя способность исполнять свои желания, например, заставить яблоки осыпаться с яблони.
Повзрослевшая Алиса (Мария Шалаева) загадывает желание уехать и вызывает ураган, который разрушает дом. Продав бабушкины золотые украшения, они втроём переезжают в Москву. Алиса устраивается на работу, где не надо разговаривать: расклейка объявлений, уборщица, тестировщик лампочек. Мама устраивается продавщицей в гипермаркете.
Героиня пытается поступить в университет, но не проходит по количеству баллов. Она пытается исполнить своё желание учиться и тут же узнаёт, что ввиду гибели одного из абитуриентов она поступает в университет, заняв его место. Алиса обещает себе: отныне — никаких желаний.
В день своего 18-летия Алиса, зарабатывающая тем, что бродит по московским улицам в «костюме» мобильного телефона, подверглась нападению футбольных фанатов, вследствие чего наряд был безнадёжно испорчен. Работодатель в порядке компенсации требует с неё 1000 рублей, отобрав у девушки паспорт до возмещения ею ущерба. Расстроенная Алиса возвращается домой, где мама с мясником из гипермаркета отмечают её день рождения и дарят бюстгальтер на вырост.
В самый отчаянный момент жизни Алисы она видит, как мужчина прыгает с моста в реку, бросается за ним в воду и спасает утопающего. Влюбляется и снова начинает разговаривать. Спасённого (Евгений Цыганов) зовут Сашей. Алиса устраивается к нему в домработницы и знакомится с девушкой Ритой (Ирина Скриниченко), с которой Саша год встречается. Александр продаёт участки на Луне и для рекламного ролика ищет «лунную девушку». Посмотрев сцену из фильма «Пятый элемент» с героиней Лилу, Алиса красит волосы в зелёный цвет и в этом образе снимается в его рекламе. Отмечая это событие, Алиса говорит ему, что никогда не ела ананасов, и они отправляются на ночные поиски фрукта, которые заканчиваются взломом палатки. Затем они играют в игру «Рассмеши мертвеца».
Утром Алиса узнает, что Рита встречается с Сашей и рыдает весь день, гуляя по городу в костюме кружки пива, а вечером застаёт их вместе и кричит: «Предатель, чтоб ты сдох!».
Ей снится, что самолёт, в котором должен лететь Саша, разобьётся. Алиса звонит ему и пытается под предлогом смерти бабушки попросить его, чтобы он не летел в командировку. Из-за небольшого ДТП Саша опаздывает в аэропорт и после этого узнаёт, что самолёт, на котором он должен был лететь, терпит крушение. Он сидит в кафе и рассказывает друзьям о своей домработнице и о крушении самолета. Его друзья говорят, что это судьба. Саша замечает проходящую мимо Алису и выбегает из кафе вслед за ней, но всё же теряет её из виду. Алису сбивает машина, и она погибает. В это время Саша встречает Риту, и она спрашивает, кого он ищет. Саша неуверенно отвечает, что ищет её.

## В ролях
| Актёр               | Роль                         |
| ------------------- | ---------------------------- |
| Мария Шалаева       | Алиса Титова                 |
| Евгений Цыганов     | Саша                         |
| Мария Сокова        | Мама                         |
| Максим Коновалов    | Папа                         |
| Альбина Евтушевская | Бабушка                      |
| Анастасия Донцова   | Алиса в детстве              |
| Ирина Скриниченко   | Рита                         |
| Вероника Скугина    | безногая попрошайка Изабелла |
| Наталья Смирнова    | кассирша Валя                |
| Марат Гибадуллин    | рыбак                        |
| Игорь Яцко          | работодатель                 |
| Сергей Юркин        |                              |
| Наталья Рычкова     |                              |
| Мари Уварова        |                              |
| Виктор Перевалов    | мужчина с мегафоном          |
| Сергей Алдонин      |                              |
| Георгий Чантурия    |                              |
| Марина Николаева    |                              |
| Игорь Савочкин      |                              |

## История создания
Сценарий фильма писался специально для актрисы Марии Шалаевой.
Для съёмок фильма Анна Меликян основала собственную кампанию «Магнум», во время съёмок, кроме работы режиссёра, ей приходилось выполнять также и административные функции.
Съёмки фильма были отложены на полгода из-за недостатка финансирования и превышения сметы. Во время активной фазы съёмок главный режиссёр фильма Анна Меликян была беременна, что создавало ей трудности в работе.
Бюджет фильма, по словам режиссёра, составил около 2 млн долларов, самой дорогой сценой стали съёмки прыжков героев Маши Шалаевой и Евгения Цыганова с Крымского моста, они обошлись в 30 тысяч долларов.

Я так увидела этот мегаполис и одиночество маленького человека в большом городе, который общается больше даже не с людьми, а с плакатами, с надписями…— Анна Меликян

## Награды
Фильм получил следующие награды (на ноябрь 2008 года):
- главный приз 5-го международного кинофестиваля «Золотой абрикос» в Ереване;
- премия за лучшую режиссуру на фестивале независимого кино «Сандэнс» в Парк-Сити (штат Юта, США) — январь 2008;
- приз кинокритиков ФИПРЕССИ в программе «Панорама» 58-го Берлинского кинофестиваля;
- премия Чешского телевидения «Независимая видеокамера» на 43-м Международном кинофестивале в Карловых Варах;
- на XII международном кинофестивале в Софии картина была признана «Лучшим фильмом»;
- лучшая женская роль, приз от мэра города Сочи на Открытом российском кинофестивале «Кинотавр»;
- лучшая картина, по мнению критиков и зрителей Международного кинофестиваля в Паличе (Сербия)
- Мария Шалаева получила премию «Ника» за лучшую женскую роль.

## Отзывы
Фильм назвали в прессе «русской Амели», но режиссёр отрицает какую-либо связь. Среди сходных моментов отмечают такие, как «общее настроение, вся образная система картины, цветовая гамма, пристальное, порой чрезмерное и избыточное внимание к деталям». Также Алису сравнивают с главной героиней фильма «Беги, Лола, беги».

## Саундтрек
Основную музыку к фильму написал Игорь Вдовин. Также в фильме звучит песня «Один телефонный звонок», автор и исполнитель — Лера Массква.
Музыка из фильма:
1. «Начало»
2. «Детство 1»
3. «Балет»
4. «Детство 2»
5. «Детство 3 (Москва)»
6. «Алисе 18 лет»
7. «В магазине»
8. «Coda (The end)»
9. «Луна»
10. «Magic»
11. «Вальс»

## Рецензии
- Роман Корнеев. Я рыба, я рыба // Кинокадр 28 ноября 2007
- Станислав Ростоцкий. Бремя желаний. «Русалка» // Искусство кино № 8 за 2007 год
- Алексей Копцев. Взгляд на мир из телефонной трубки // SQD.ru 6 декабря 2007 года
- Rusalka (Русалка) Review // ESCAPE from HOLLYWOOD 17 мая 2009 года